# Centraleuropeiska frihandelsområdet
Centraleuropeiska frihandelsområdet (engelska: Central European Free Trade Area, Cefta) är ett frihandelsområde för stater i centrala, sydöstra och östra Europa som inte är medlemmar i Europeiska unionen. Det upprättades genom Centraleuropeiska frihandelsavtalet (Cefta-avtalet).

## Historia
Cefta bildades den 21 december 1992 i Kraków, Polen. Grundarstaterna var de tre länder som då ingick i Visegrádgruppen, nämligen Polen, Tjeckoslovakien och Ungern. Sedan grundandet har flera länder anslutit. De länder som senare har anslutit till Europeiska unionen har lämnat samarbetet och dagens CEFTA-medlemmar är helt andra än de som ursprungligen grundande organisationen.

## Medlemsstater
Nuvarande (2013) medlemsstater är: Albanien, Bosnien och Hercegovina, Nordmakedonien, Moldavien, Montenegro, Serbien och Kosovo.
| Medlemsstat             | Medlemsstat             | Anslöt | Lämnade |
| ----------------------- | ----------------------- | ------ | ------- |
| Polen                   | Polen                   | 1992   | 2004    |
| Ungern                  | Ungern                  | 1992   | 2004    |
| Tjeckoslovakien (1992)  | Tjeckien (1993)         | 1992   | 2004    |
| Tjeckoslovakien (1992)  | Slovakien (1993)        | 1992   | 2004    |
| Slovenien               | Slovenien               | 1996   | 2004    |
| Rumänien                | Rumänien                | 1997   | 2007    |
| Bulgarien               | Bulgarien               | 1999   | 2007    |
| Kroatien                | Kroatien                | 2003   | 2013    |
| Nordmakedonien          | Nordmakedonien          | 2006   | —       |
| Albanien                | Albanien                | 2007   | —       |
| Bosnien och Hercegovina | Bosnien och Hercegovina | 2007   | —       |
| Moldavien               | Moldavien               | 2007   | —       |
| Montenegro              | Montenegro              | 2007   | —       |
| Serbien                 | Serbien                 | 2007   | —       |
| UNMIK (Kosovo)          | UNMIK (Kosovo)          | 2007   | —       |

## Bilder

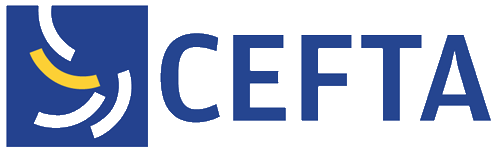
CEFTA:s logotyp.